# Reunió (organització)
|  | Per a altres significats, vegeu «Reunió (desambiguació)». |

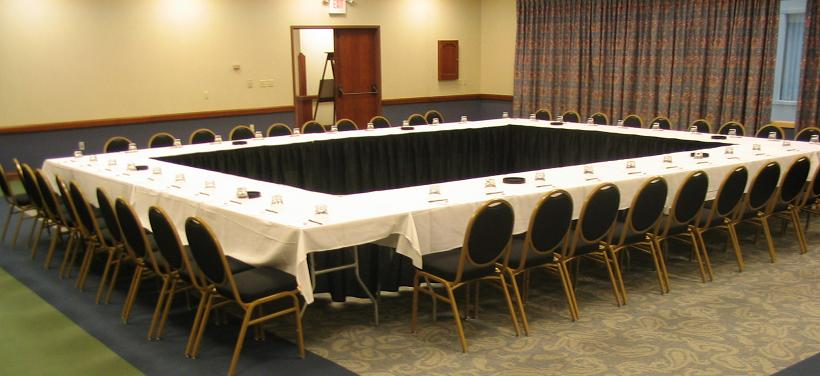
En una organització, les reunions solen celebrar-se en sales de reunions o en sales de juntes.

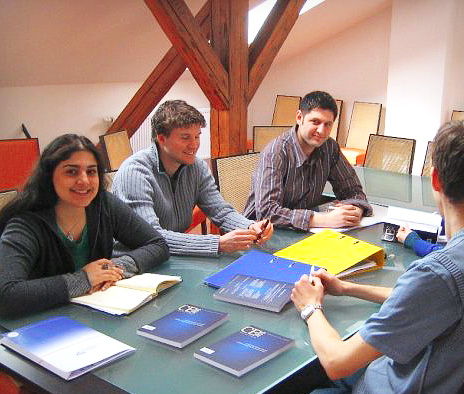
Reunió d'un comitè administratiu en una empresa.

Una reunió —o trobada— és un acte o procés pel qual un grup de persones s'uneixen, com un conjunt, amb un propòsit comú. Pot incloure discussions o els actes d'una celebració.